# Gypsy jazz

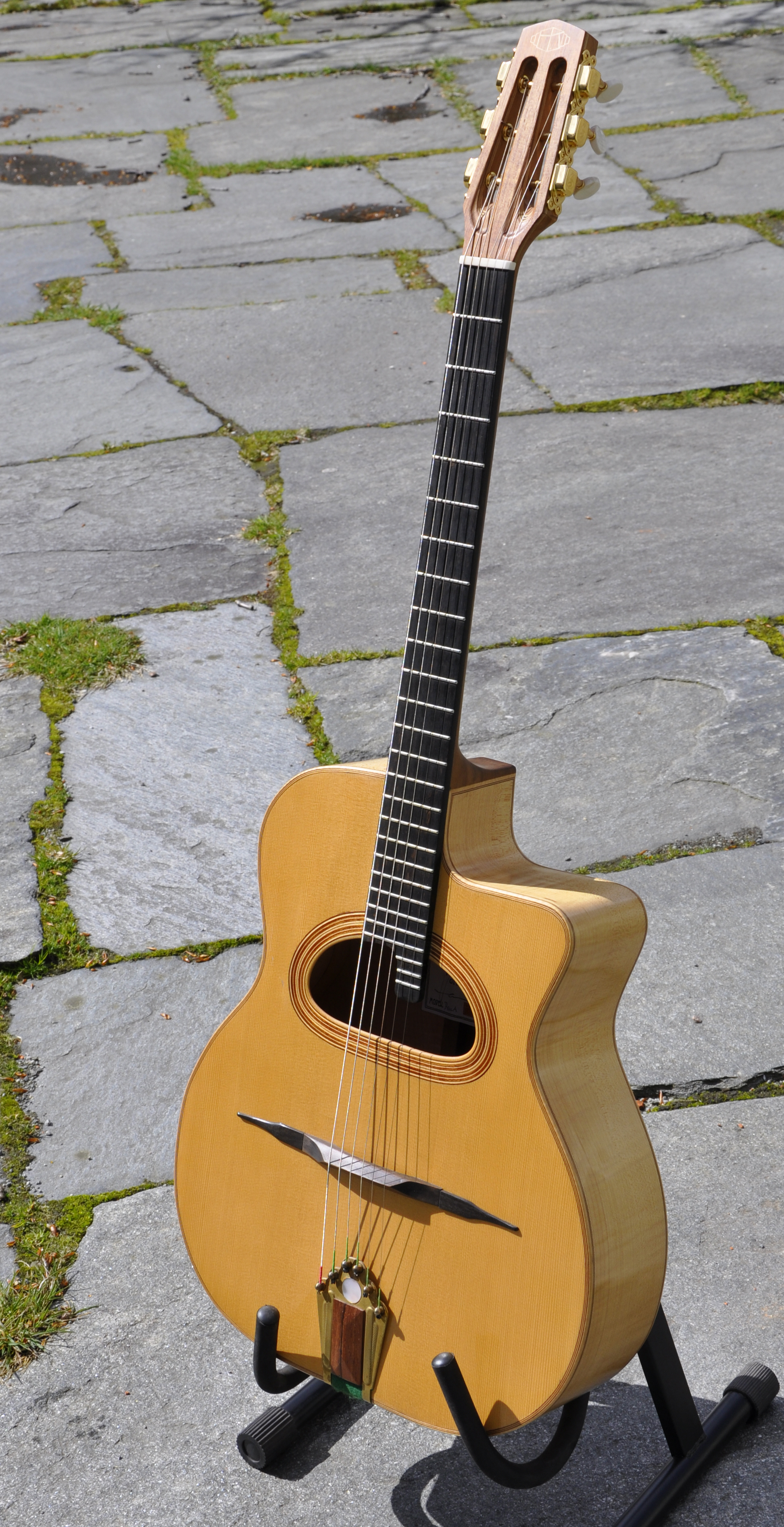
Violão Selmer-Maccaferri, tradicionalmente usado no gypsy jazz

Gypsy jazz (também conhecido como Gypsy swing ou String Jazz) - em tradução literal, "Jazz cigano" - é um estilo musical frequentemente caracterizado como tendo seu início com o guitarrista Jean "Django" Reinhardt na década de 1930. Django foi o primeiro jazzman a influenciar músicos norte-americanos, um caminho reverso ao jazz saido de New Orleans. Como as suas origens estão em grande parte na França, é frequentemente chamado pelo nome francês, "Jazz manouche" ou "manouche jazz", até mesmo em fontes em inglês. Django era o mais destacado entre um grupo de guitarristas ciganos que trabalhavam ao redor de e em Paris na década de 1930. 
Nos anos 50 mais músicos se juntaram ao jazz cigano, como um grupo que incluía os irmãos Baro, Sarane, e Matelo Ferret e o irmão de Reinhardt Joseph "Nin-Nin" Reinhardt.
O estilo é tocado no mundo todo com grandes nomes vindos de diversos países, como Gonzalo Bergara (Argentina), Angelo Debarre (França), Stochelo Rosenberg (Holanda), Joscho Stephan (Alemanha), Bireli Lagrène (França).
No Brasil o estilo tem crescido de maneira significativa, com o surgimento de novos músicos e grupos dedicados ao estilo, anualmente desde 2013 acontece o "Festival de Jazz Manouche de Piracicaba¨, que teve a presença de artistas internacionais como: Dario Napoli, Richard Smith, Robin Nolan, Rudy Bado, Jon Larsen, Irene Ypenburg, Walter Coronda, Eva Scholten, Tcha Badjo e também os nomes mais significativos da cena no país: Bina Coquet, Mauro Albert, Hot Club de Piracicaba, Marcelo Cigano e outros. 
Há grupos em várias regiões do país, como o Quinteto Jazz Cigano, em Curitiba o Gypsy Jazz Club, em Brasília, Banda Outro Gato em Belo Horizonte, Oleg E Os Boêmios Gondoleiros (Olegário Lucena) em Pernambuco.  